# Engenho Novo
Engenho Novo é um bairro localizado na Zona Norte do município do Rio de Janeiro.
A população, no ano 2022, era de 43.175: o 42º bairro mais populoso do município do Rio de Janeiro.

## Visão Geral
Subúrbio pioneiro na história do Rio de Janeiro e porta de entrada da região suburbana, é vizinho aos bairros do Méier, Vila Isabel, Lins de Vasconcelos, Sampaio, Jacaré, Cachambi e Grajaú. Possui 264,48 hectares de área territorial. Pertence à região chamada Grande Méier, que engloba também os bairros da Abolição, Água Santa, Cachambi, Encantado, Engenho de Dentro, Jacaré, Lins de Vasconcelos, Méier, Piedade, Pilares, Riachuelo, Rocha, Sampaio, São Francisco Xavier e Todos os Santos. É o quinto bairro de maior densidade populacional do grupo.
O bairro é servido por uma estação de trens metropolitanos da SuperVia, localizada entre a Rua Vinte e Quatro de Maio e Rua Sousa Barros.

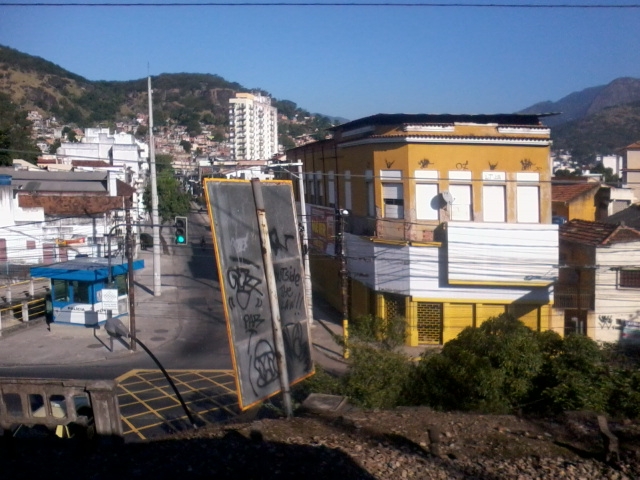
Cruzamento das ruas da Bela Vista, Silva Freire e 24 de Maio, no Engenho Novo

Nele se localiza uma unidade do tradicional estabelecimento de ensino carioca, o Colégio Pedro II, existe também um Grupo Escoteiro (81º Caetés) que completou 50 anos em janeiro de 2008, o bairro possui ainda dois clubes esportivos, o Clube Lins e o Vitória Tênis Clube e também tem o Centro Universitário Celso Lisboa. É cortado pelo Rio Jacaré que encontra-se atualmente bastante degradado pela urbanização e consequente poluição.

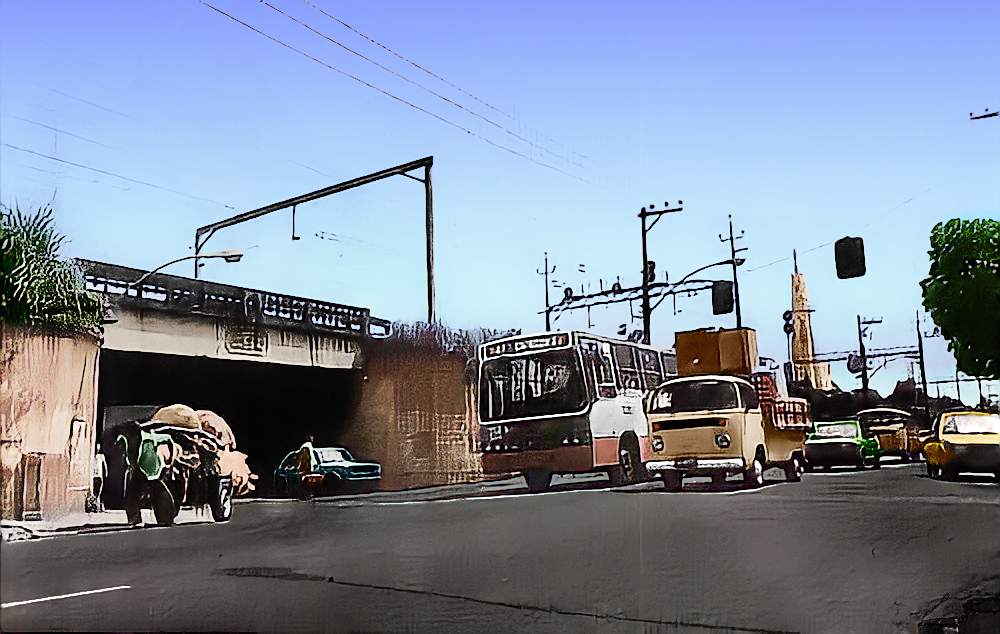
Buraco do Padre - Engenho Novo [1987] Colorida com Photoshop

Trata-se de um bairro estagnado economicamente pois sofre da falta de investimentos na área. A paisagem degradada e a violência se deve às repetidas agressões policiais contra os moradores das favelas presentes no seu perímetro e entorno, a saber: Matriz, São João, Céu Azul, Rato Molhado, Encontro, além de parte do Complexo do Lins. 
Uma série de Unidades de Polícia Pacificadora foi instalada no bairro em 2011, mas que no início de 2017 foram retiradas e não existe mais pacificação nas comunidades destes bairros, devido a crise do governo. As residências, em geral, são velhas e decadentes. Ruas mal conservadas e segurança precária. Ausência de infraestrutura cultural, lúdica, etc, fazendo com que seus moradores tenham que se deslocar para o Méier ou para a região da Tijuca (bairros próximos com melhor infraestrutura).
A Associação de Moradores do Engenho Novo é um das mais atuantes da cidade.

## História
A ocupação da região conhecida hoje como Grande Méier começou quando Estácio de Sá fez doação da Sesmaria de Iguaçu aos padres jesuítas. As terras englobavam os atuais bairros do Grande Méier e de outros como Catumbi, Tijuca, Benfica e São Cristóvão. Nelas, os jesuítas instalaram três engenhos de açúcar: o Engenho Velho, o Engenho Novo e o de São Cristóvão.
A construção, em 1720, de uma capela dedicada a São Miguel e Nossa Senhora da Conceição, no Engenho Novo, impulsionou o crescimento da área.

A capelinha foi ganhando novas formas com o tempo, mantendo uma exposição de restos mortais do período escravagista.

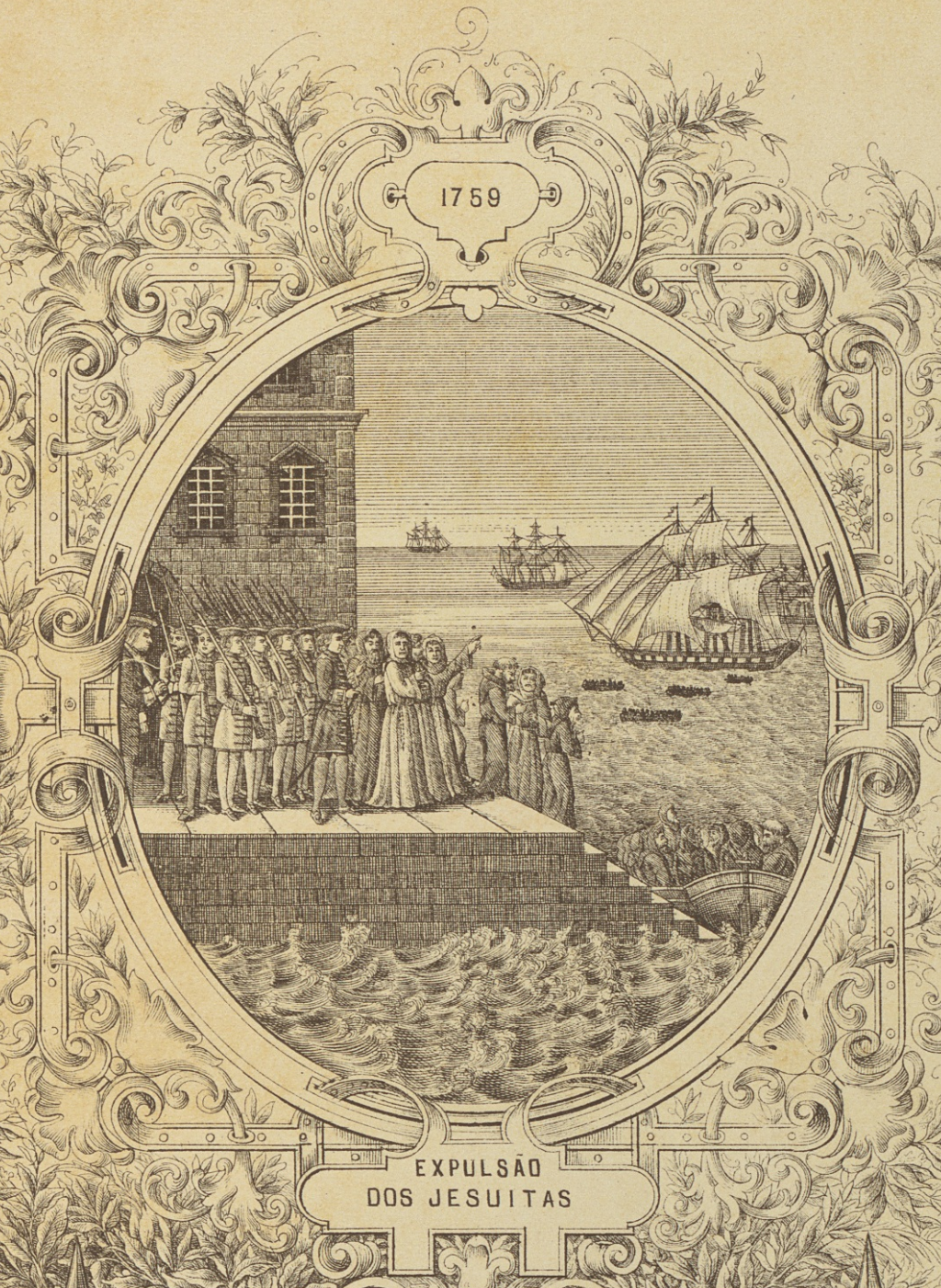
Expulsão dos Jesuítas

Em 1759, quando os jesuítas foram expulsos do Brasil, as suas terras passaram às mãos de Manuel Gomes, Manuel da Silva e Manuel Teixeira. Com o objetivo de explorar a madeira e cultivo de hortaliças, as matas existentes foram devastadas, formando grandes espaços vazios que permitiriam a ocupação do solo.
Parte significativa do Engenho Novo passaria a se chamar "Quinta dos Duques", devido à aquisição desta região pela família do Duque-Estrada de Itaboraí. Esta mesma família enviaria, em 1815, um requerimento a Dom João VI pedindo a concessão das terras devolutas circunvizinhas – atualmente conhecida como Manguinhos
Escravos libertos construíram precárias moradias no Morro dos Pretos Forros, região atualmente percorrida pela auto-estrada Grajaú-Jacarepaguá, ampliando a ocupação da região. Mais tarde, a colonização foi acelerada com a descoberta de ouro na região.
A Freguesia de Nossa Senhora da Conceição do Engenho Novo foi criada em 1783, impulsionando o desenvolvimento da região. Até ao Segundo Império multiplicaram-se as chácaras e sítios. O comércio foi se desenvolvendo no entorno dos antigos engenhos.

### Estação do Engenho Novo
| E. F. Dom Pedro II      | (1858-1889) |
| E. F. Central do Brasil | (1889-1975) |
| RFFSA                   | (1975-1984) |
| CBTU                    | (1984-1994) |
| Flumitrens              | (1994-1998) |
| Supervia                | (1998-)     |

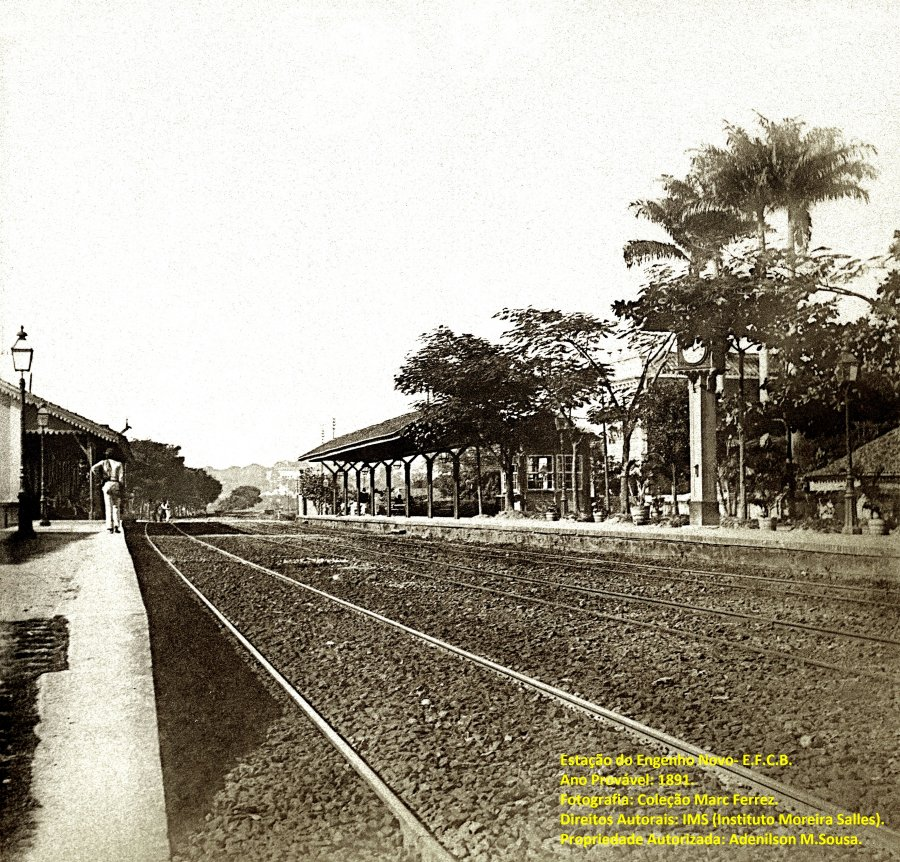
Estação Ferroviária do Engenho Novo em 1891

A Estação Ferroviária do Engenho Novo, aberta em 1858 pela então Estrada de Ferro Dom Pedro II, que em 1889 passou a se chamar Estrada de Ferro Central do Brasil, foi decisiva para a ocupação do bairro. A partir daí, as terras foram loteadas e as ruas (abertas em terrenos quase todos pantanosos) foram sendo saneadas.

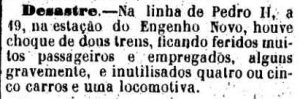
Acidente na estação fere vários passageiros (A Provincia de S. Paulo, 22/03/1882)

“No dia 29 de março de 1858, às dez horas e trinta minutos da manhã, partiu, do campo da Aclamação, o primeiro trem da Estrada de Ferro D.Pedro II, aos olhos do ‘ povo feliz e jubiloso’ que circundava a estação e o caminho até Queimados. Segundo o repórter do Jornal do Comércio, a festa de inauguração da estrada de ferro havia agitado a população na viagem inaugural, que durou uma hora e quarenta minutos”
Escreveu a historiadora Elaina Serfaty no livro “Pelo trem dos subúrbios”, pelo Arquivo Geral da cidade do Rio de Janeiro.
Com o trem, o bairro foi mudado drasticamente. Virou a porta de entrada da Zona Norte. O comércio cresceu. O número de moradores cresceu. A economia cresceu. O saneamento chegou.
Em 1903, acelerou-se o desenvolvimento da Região, destacando-se o lado da Estação do Méier, onde formou-se um sólido comércio. Surgiram importantes casas de negócios e magazines que atraíram pessoas de toda a cidade. O bairro possui umas das unidades de um dos mais famosos colégios públicos do estado, o Colégio Pedro II. Fundado em março de 1952, como uma das Seções do Externato do CPII, no prédio ondde até então funcionava o Colégio Independência situado na Rua Barão do Bom Retiro, que conecta o bairro ao Grajaú. O campus Engenho Novo I iniciou suas atividades em 1986, construída no prédio do antigo grêmio do campus Engenho Novo II.

## Cultura
- O grupo de pagode Revelação surgiu nesse bairro no início da década de 90, tendo um salto na carreira no bloco Arranco do Engenho de Dentro, sendo hoje um dos grupos de maiores sucessos do Brasil.

- O cantor da banda “O Rappa”, Marcelo Falcão nasceu e cresceu no bairro do Engenho Novo, na cidade do Rio de Janeiro. Falcão fez o primário no colégio Salesiano do Riachuelo, próximo de onde morava, no Engenho Novo.

## Televisão
- A telenovela O Astro, exibida pela Rede Globo em 1977, teve parte de suas cenas externas ambientadas no bairro.[9]

## Cinema
- O bairro também serviu de ambientação para o filme O Anjo da Noite, dirigido por Walter Hugo Khouri e lançado em 1974.[10]

## Clima
A cidade do Rio de Janeiro possui um clima tropical de savana (Aw). De acordo com a classificação climática de Köppen-Geiger, geralmente caracterizado por longos períodos de fortes chuvas entre dezembro e março. A cidade experimenta verões quentes e úmidos e invernos quentes e ensolarados. Temperaturas acima de 35 °C são comuns durante o verão, embora raramente por longos períodos, enquanto temperaturas máximas acima de 23 °C podem ocorrer mensalmente.
| Dados climatológicos para Engenho Novo | Dados climatológicos para Engenho Novo | Dados climatológicos para Engenho Novo | Dados climatológicos para Engenho Novo | Dados climatológicos para Engenho Novo | Dados climatológicos para Engenho Novo | Dados climatológicos para Engenho Novo | Dados climatológicos para Engenho Novo | Dados climatológicos para Engenho Novo | Dados climatológicos para Engenho Novo | Dados climatológicos para Engenho Novo | Dados climatológicos para Engenho Novo | Dados climatológicos para Engenho Novo | Dados climatológicos para Engenho Novo |
| Mês                                    | Jan                                    | Fev                                    | Mar                                    | Abr                                    | Mai                                    | Jun                                    | Jul                                    | Ago                                    | Set                                    | Out                                    | Nov                                    | Dez                                    | Ano                                    |
| -------------------------------------- | -------------------------------------- | -------------------------------------- | -------------------------------------- | -------------------------------------- | -------------------------------------- | -------------------------------------- | -------------------------------------- | -------------------------------------- | -------------------------------------- | -------------------------------------- | -------------------------------------- | -------------------------------------- | -------------------------------------- |
| Temperatura máxima recorde (°C)        | 37                                     | 39                                     | 37                                     | 35                                     | 36                                     | 33                                     | 35                                     | 33                                     | 33                                     | 36                                     | 37                                     | 38                                     | 39                                     |
| Temperatura máxima média (°C)          | 32                                     | 32                                     | 31                                     | 29                                     | 28                                     | 27                                     | 26                                     | 27                                     | 27                                     | 28                                     | 28                                     | 30                                     | 29                                     |
| Temperatura mínima média (°C)          | 22                                     | 22                                     | 22                                     | 20                                     | 18                                     | 17                                     | 16                                     | 16                                     | 17                                     | 19                                     | 20                                     | 21                                     | 19                                     |
| Temperatura mínima recorde (°C)        | 18                                     | 15                                     | 17                                     | 15                                     | 5                                      | 11                                     | 10                                     | 11                                     | 9                                      | 10                                     | 14                                     | 13                                     | 5                                      |
| Precipitação (mm)                      | 132,1                                  | 109,2                                  | 99,1                                   | 94                                     | 61                                     | 35,6                                   | 33                                     | 27,9                                   | 66                                     | 76,2                                   | 106,7                                  | 200,7                                  | 1 041,4                                |
| Fonte: www.weatherbase.com 27-10-2022  |                                        |                                        |                                        |                                        |                                        |                                        |                                        |                                        |                                        |                                        |                                        |                                        |                                        |

## Galeria

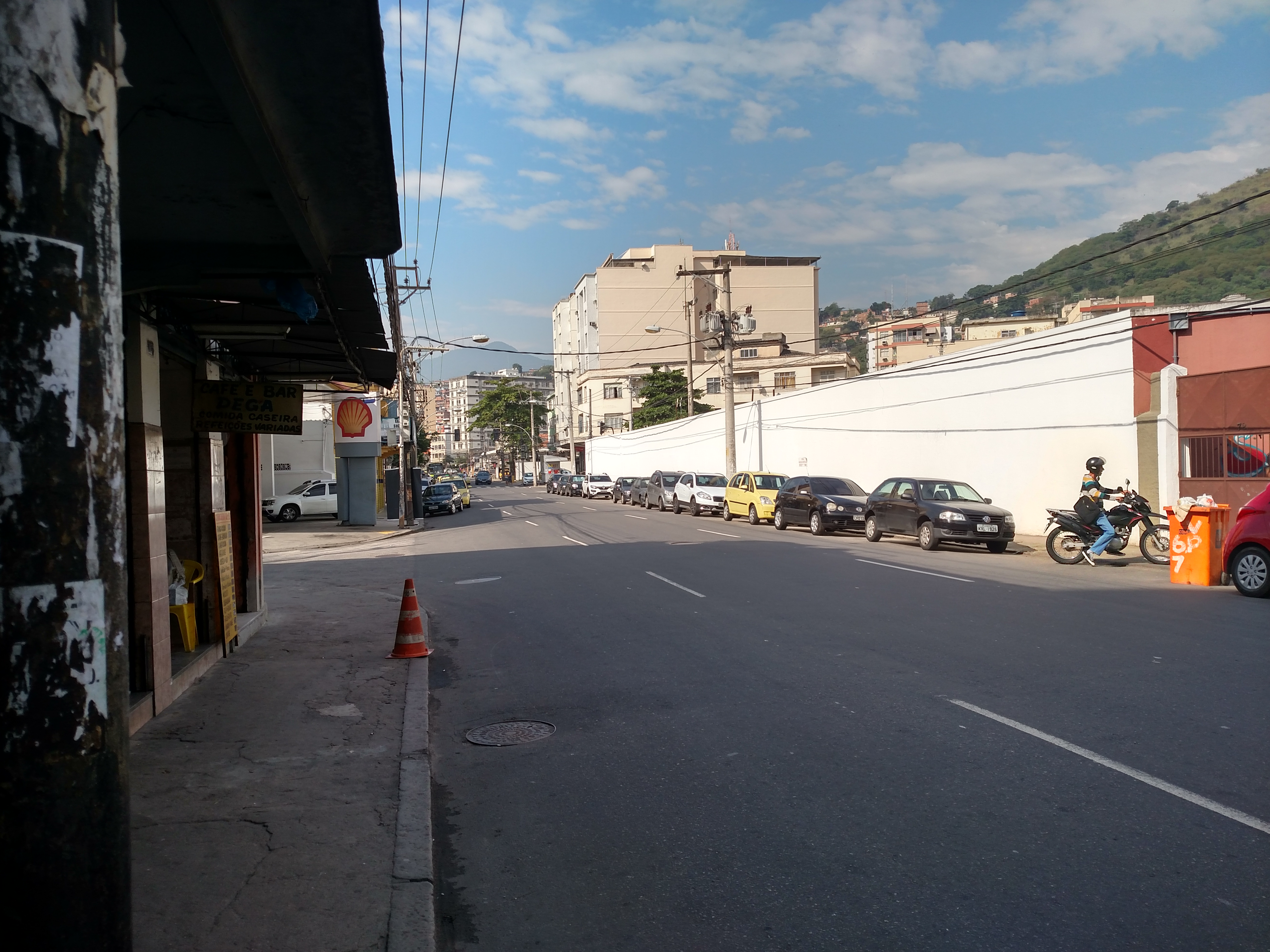
Rua Barão do Bom Retiro próximo ao numero 726
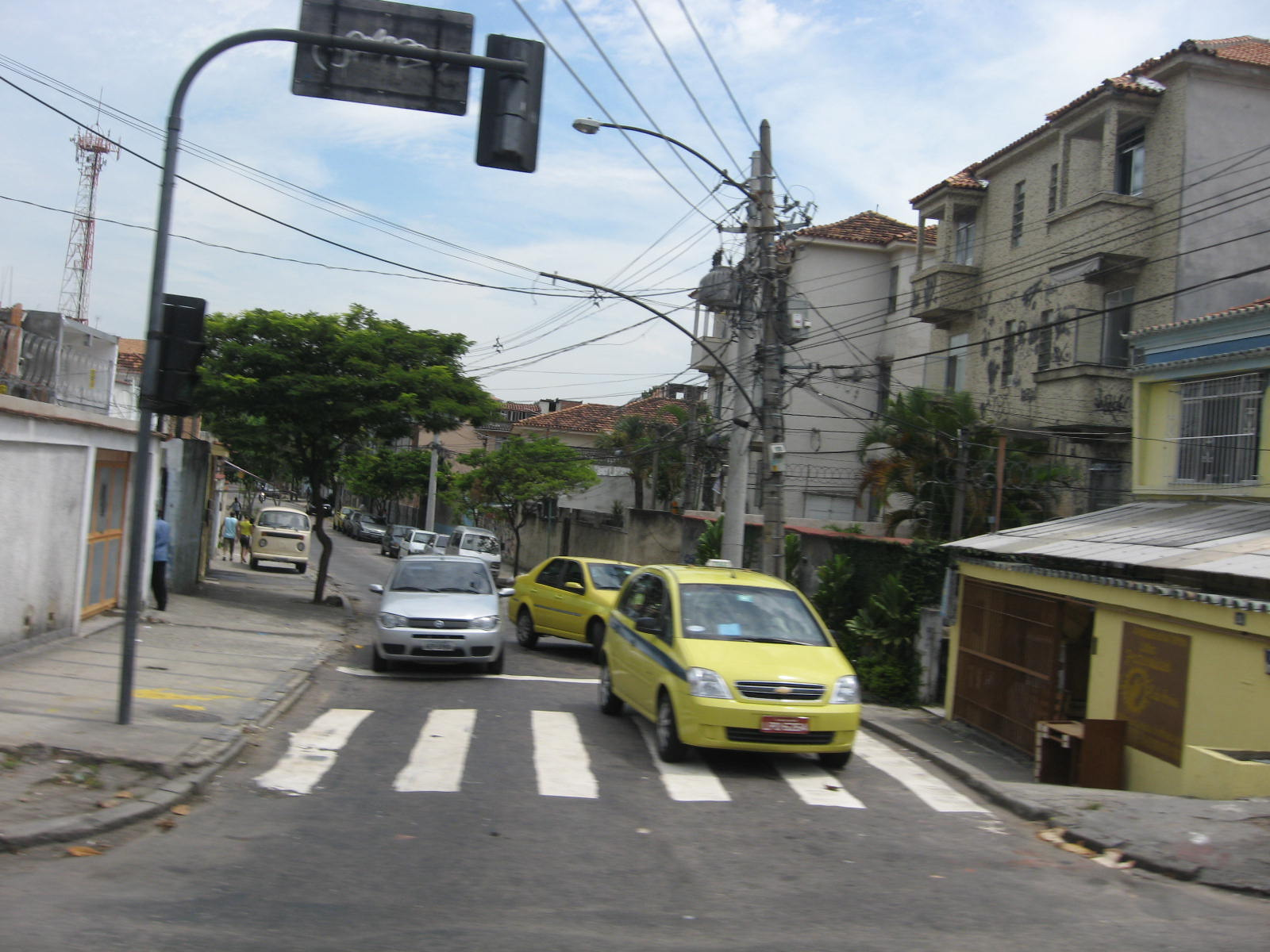
Vista do bairro Engenho Novo, no Rio de Janeiro
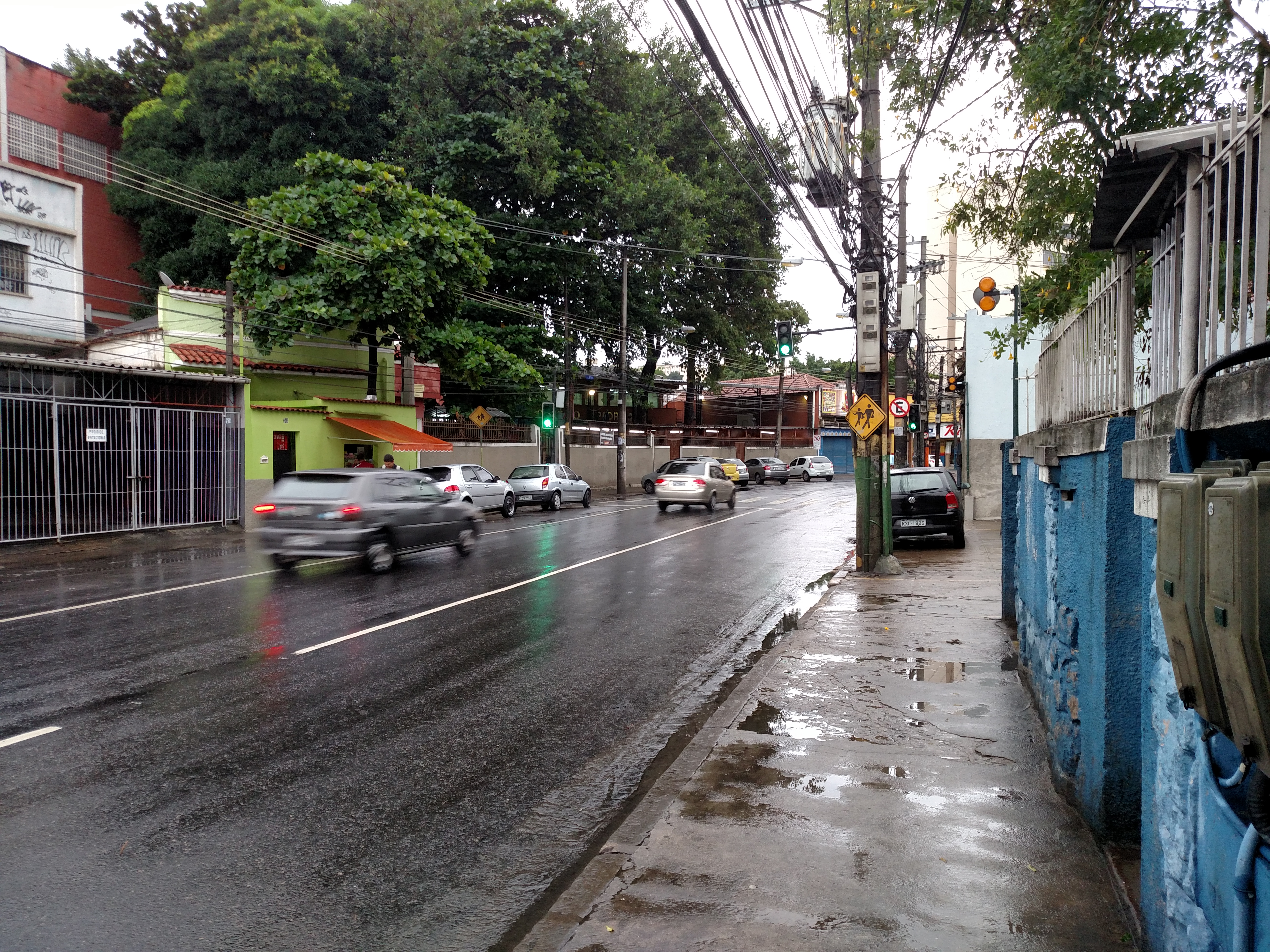
Colégio Pedro II
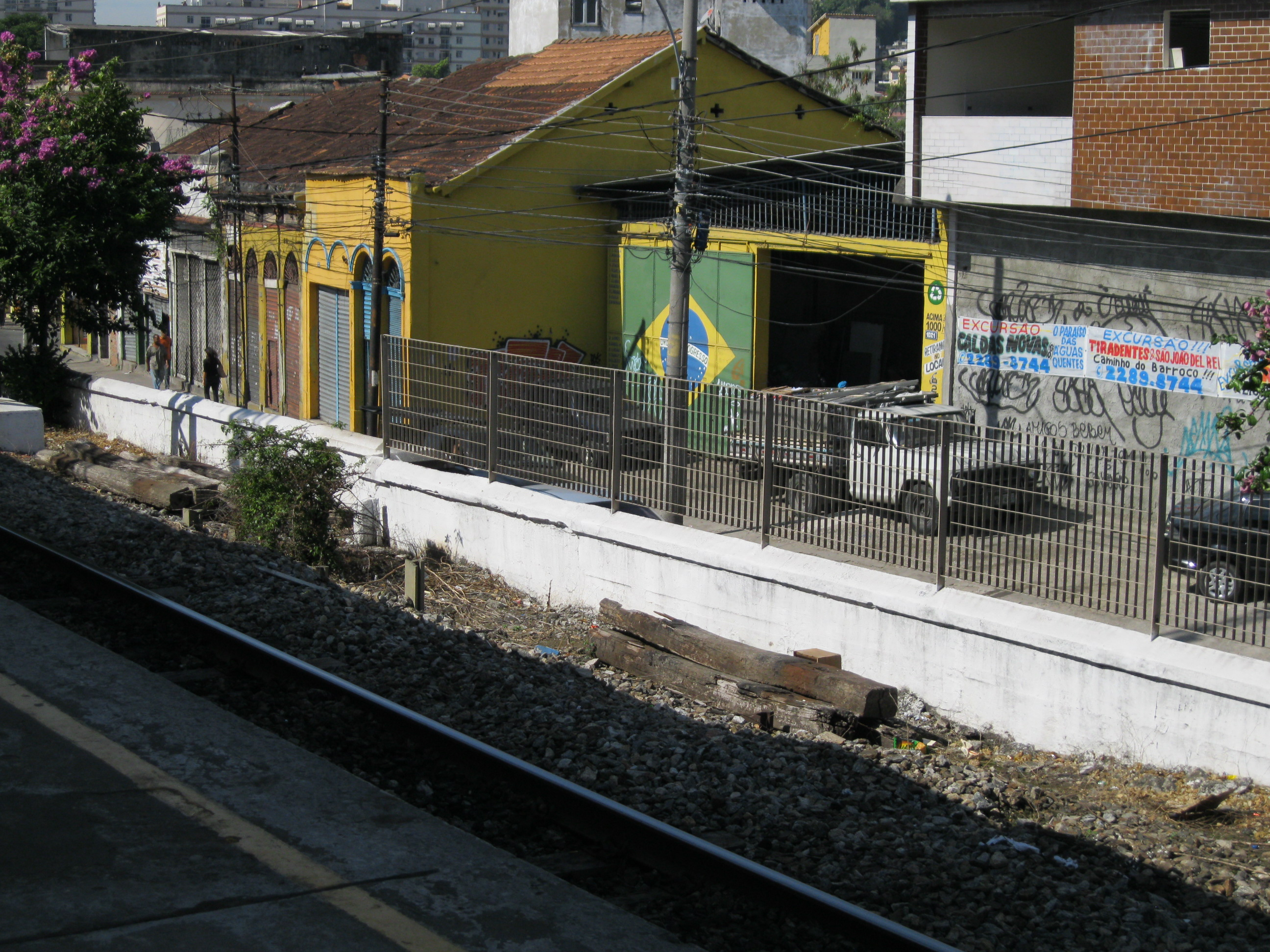
Estação Ferroviária do Engenho Novo
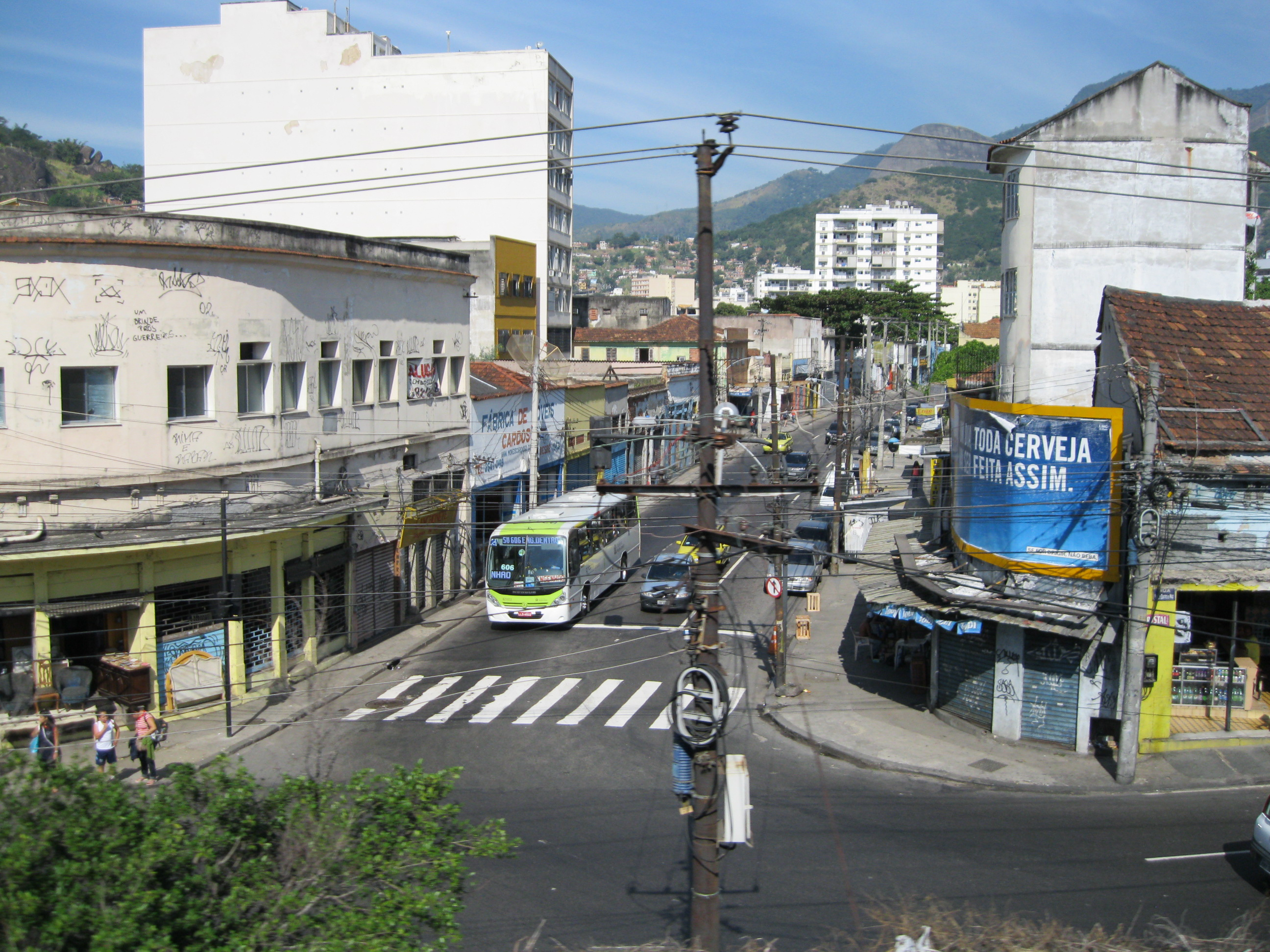